# Коряцька література
Коряцька література — література коряків (нимиланів), однієї з народностей Крайньої Півночі Росії, яка живе в Коряцькому автономному окрузі.

## Історія
Коряцька література розвинулася на ґрунті фольклору, зокрема міфологічного. Великий цикл становлять міфи про Кутха, або Куткинекку, Ворона — творця Всесвіту, який навчив людей ремесел. В історичних переказах відбилися складні стосунки коряків з сусідніми народами, міжплемінні чвари тощо.
Великий масив становлять оповіді, казки про шаманів, богатирів, оленярів, лихих духів (келе, нимвіт). Коряцький фольклор представлений також піснями, прислів’ями, загадками.
Писемність створено на початку 30-х років (за участю С. Стебницького та Кецала Кеккетина). 1932 видано коряцький буквар (на основі латинської графіки; 1937 переведено на кириличну основу).
Зародження коряцької літератури пов’язане із створенням самодіяльного театру та випуском коряцькою мовою журналу «До нового життя» (1933, 2 номери), шкільних хрестоматій.
Першими прозовими творами були оповіді Т. Кавави, Кававгийнина, Евнито, Енагита, Тавитина, Вачакалену та інших. Найбільший внесок у становлення коряцької прози зробив Кецало Кеккетин, автор перших соціальних повістей «Евнито-пастух» (1936) та «Хаялхот» (1939), творчої обробки народних переказів «Остання битва» (1936). Л. Жуков написав повість-казку «Нотайме» (1938). Обидва автори використовували фольклорні мотиви, надаючи легендарним героям рис реальних людей.
Професором збирачем коряцького фольклору став І. Баранников, який видав «Казки про Емемкута» (1940); він же є автором ряду оригінальних оповідань. Продуктивно працює поет і прозаїк В. Коянто, автор поем «Струминка» та «Останній постріл», збірки віршів «Оленячими стежками» (1970), повісті «Кайовиль» («Місяць молочних олениць», 1976), лірико-романтичних новел та інших — про сучасне життя Корякії. Багатогранна творчість Г. Поротова (пише російською мовою) — збирача фольклору, поета, пісняра, прозаїка, автора п’єс для лялькового театру за мотивами ітельменського і коряцького фольклору. До його збірки «Акіках, Ачичух, Абабах» (1972) увійшли обробки старовинних коряцьких міфів, а також історична поема «Федько Дранка» — про російського солдата, який здружився з коряками; їхні взаємини протиставлено колонізаторським діям царизму в особі сатирично зображених чиновників, торговців, духовенства. У 60—70-х роках В. Коянто і Г. Поротов (у співавторстві) видали книжки нарисів про побут евенів, ітельменів та коряків — «Пісні Алнея», «В країні Кутхи», «Дарую тобі пісню».
Українською мовою ряд коряцьких нар. казок переклав М. Сидоренко.